# Tobias Cohen Jehoram
Tobias Cohen Jehoram ('s-Gravenhage, 12 november 1967) is een Nederlandse advocaat bij De Brauw Blackstone Westbroek deskundig op het gebied van het intellectueel-eigendomsrecht. Hij is tevens advocaat bij de Hoge Raad (cassatie-advocaat). Daarnaast is Cohen Jehoram deeltijd hoogleraar intellectueel-eigendomsrecht aan de Erasmus Universiteit Rotterdam.

## Biografie
Cohen Jehoram is een zoon van de rechtsgeleerde prof. dr. Herman Cohen Jehoram (1933) en Marieke van der Horst. Hij studeerde rechten aan de Rijksuniversiteit Leiden, en daarnaast aan de University of San Francisco en University of California, Hastings College of the Law. Sinds 1993 is hij toegelaten tot de balie als advocaat. Hij redigeerde, meestal met vakgenoten (zoals jhr. mr. J.L.R.A. Huydecoper), standaardwerken en wetscommentaren op zijn vakgebied, met name ook over het Europese merkenrecht. Hij is co-auteur van Industriële Eigendom delen1, 2 en 3. In 2009 promoveerde hij aan de Universiteit Utrecht op Het Benelux merkenrecht in Europees perspectief. Hij werd vervolgens benoemd tot gewoon hoogleraar (in deeltijd) intellectuele eigendom aan de Erasmus Universiteit te Rotterdam en hield zijn inaugurele rede in 2011 onder de titel The relationship between national and Community trademark law: between dream and practice.
Cohen Jehoram is partner bij het advocatenkantoor De Brauw Blackstone Westbroek. 

### Eigen werken
- Het Benelux merkenrecht in Europees perspectief. Deventer, 2009 (proefschrift).
- The relationship between national and Community trademark law: between dream and practice. [Amsterdam], 2011 (inaugurele rede).

### Wetscommentaren
- Overeenkomst inzake de handelsaspecten van de intellectuele eigendom (TRIP's-verdrag). Overeenkomst van 15 april 1994, Trb. 1995, 130, inzake de handelsaspecten van de intellectuele eigendom (TRIP's-agreement. Bijlage 1c bij het Wereldhandelsverdrag). Alphen aan den Rijn, 2002, 2005² en 2008³.
- Auteurswet 1912, Databankenwet, Wet op de naburige rechten 2004. Den Haag, 2004.
- Industriële eigendom, deel 2. Merkenrecht. Deventer, 2008.
- European trademark law. Community trademark law and harmonized national trademark law. Alphen aan den Rijn, 2010.
- Industriële eigendom, deel 3. Vormen, namen en reclame. Deventer, 2012.
- Industriële eigendom, deel 1. Bescherming van technische innovatie. Deventer, 2016².

- Bibsys: 10075293
- Bibliothèque nationale de France: cb16504909d (data)
- Gemeinsame Normdatei: 1204643148
- International Standard Name Identifier: 0000 0001 1886 4702
- Library of Congress Control Number: no2003074303
- Nationale Bibliotheek van Tsjechië: mub2011653686
- Nederlandse Thesaurus van Auteursnamen: 240756266
- Système universitaire de documentation: 155463853
- Virtual International Authority File: 63701330
- WorldCat: E39PBJvRY9Qfk8g7jHtKGRBF8C